# 第三勢力
在兩黨制的國家裡，第三勢力（英语：Third party）指的是形成兩黨制下的政治體制中，兩大政黨以外的政治力量，但相關政治力量的立場並不等于中间派、甚或等于極左派及極右派。

## 定義
政治上，第三勢力是反對、對抗現存兩黨制政治的政黨或政團。例如 : 英國的蘇格蘭民族黨及自由民主黨，相對於保守黨及工黨為第三勢力；在中華民國大陸時期及英屬香港殖民地時期，第三勢力是反抗左派（親中國共產黨／毛澤東）和極右政治（親中國國民黨／蔣中正）統治，訴求爭取民主自由的運動如中国民主社會党、中國青年黨等。

### 重要性
兩大政黨長期壟斷及輪流掌握政權下，容易透過黨紀強行通過法案，若有第三勢力，則需要得到第三勢力的支持。此外，兩大黨亦可能籍政治協商達成協議及共同通過法案，一旦涉及政治內幕交易，容易構成黑箱作業的情況。
第三勢力可能將國會拉回中間派路線。避免兩大政黨往極端靠攏，拉回中間路線。
不過，實際上由於兩大政黨的長期競爭及合作，會使兩大黨的政綱和逐漸趨向中間路線，但第三勢力有可能採取較兩大黨激進的路線，提出較兩大黨更為左傾或更為右傾的政治立場，不一定等同極左派或極右派，但不少涉及民粹主義的路線。

## 各地發展

### 香港
香港政治的第三勢力，是在香港民主派和建制派以外的政黨及政治勢力。
香港現時的第三勢力為中間派，認同在現有政治體制下尋求和中華人民共和國政府建立溝通渠道，但不會像建制派般近乎全面支持香港特別行政區政府的政策，部分中間派也與溫和民主派立場相同（參見非建制派），中間派沒有明確政治立場，但現時在立法會和區議會皆有少量席次，亦支持政府的政策。
冷戰時期，香港曾成為第三勢力運動的一個基地。（參見下方冷戰時期。）

### 中國大陸

#### 冷戰時期
在中華人民共和國宣告成立及蔣氏帶領國民黨播遷台灣後，顧孟餘及李宗仁等人在美國支持下曾試圖在當時的英屬香港發動國民黨及共產黨以外的第三勢力運動，但未能維持。
李宗仁於1949年8月15日，經過與美國領事商討後，建立了「自由民主大同盟」，由9月起在廣州開始進行秘密會議，並由10月起將同盟由廣州搬到香港，再加入更多成員。成員每周見面，決定設立刊物名為《大道》的刊物，顧孟餘為總編輯。與此同時，在香港有另一組織由張發奎發起，得到香雅各鼓勵，組織第三勢力。兩個第三勢力組織決定聯合尋求美國支持。後來，由中國青年黨、中國民主社會黨的領袖如孫寶剛亦加入，組織重新命名為「中國自由民主戰鬥同盟」，有二三百位成員。50年代，當港英政權進一步限制美國在港勢力，「自由民主大同盟」名存實亡，而部份中國青年黨成員建立另一組織「民主中國座談會」，創辦刊物《獨立論壇》以取代不再出版的《大道》，接下來幾年也有其他第三勢力刊物相繼刊出。
韓戰之後，美國陸續將資金轉移到直接支持國民黨，第三勢力運動力量逐漸減弱，到了1958至1963年期間，第三勢力不少成員開始考慮與國民黨妥協，以在台灣推行民主化為抗共首要陣線。隨著團體內部也出現內訌，運動逐漸消亡。
參見Category:1950年代中国第三势力运动相关人物

### 臺灣
臺灣政治的第三勢力，現在是指在泛藍政黨中國國民黨和泛綠政黨民主進步黨以外的政黨。
1995年中華民國立法委員選舉中，新黨分別拿下21席，成為當時藍綠以外席次最多的政黨，1998年起內鬥消息頻傳，雖然席次略有減少，但不影響第三大黨的關鍵地位。2000年代以後，宋楚瑜成立的親民黨在創黨後首次國會選舉中獲得46席，取代新黨成為第三大黨；隨著國親合作逐漸明朗化，席次逐步減少。
2008年中華民國立法委員選舉首次實施單一選區兩票制，無黨團結聯盟成為新的第三大黨。2012年中華民國立法委員選舉中，親民黨與台灣團結聯盟各拿下3席，並列為立法院第三大黨。2016年中華民國立法委員選舉，由黃國昌所領導的時代力量，獲得3席區域立委及2席不分區，成為立法院第三大黨，隨著前黨主席黃國昌加入台灣民眾黨，2024年中華民國立法委員選舉中，退出立法院。
目前由前臺北市長柯文哲發起組建、傾向中間路線的台灣民眾黨支持率及立委席次最高，在2024年總統大選和第十一屆立法委員選舉中，皆獲得超過20%的得票率，被視為台灣在兩黨制之下，最穩固的第三勢力。

### 大韓民國
韓國政治的第三勢力是指自由派和保守派政黨以外的政黨。現時主要有正義黨。

### 日本
日本政治的第三勢力，在55年體制時是指右派執政黨自由民主黨和左派反對黨日本社會黨以外的政黨，包括日本共產黨、公明黨、民主社會黨等。1996年，社會黨在選舉大敗，之後的反對黨地位由民主黨取代。
2012年，民主黨在第46屆日本眾議院議員總選舉中慘敗，除了喪失政權外，所擁有議席數目也減少到只與其他中小型政黨相當，其後更多次發生分裂重組的情況，形成自民黨一黨獨大、其他各反對黨碎片化的局面。公明黨於此期間與自民黨共組執政聯盟。
2010年代末至2020年代初，立憲民主黨整合各派勢力，並與其他左派政黨組成聯盟，穩固反對勢力於國會內地位，但也引起了政治取向較為柔和的部分政治人物和議員反感，並於2020年成立了不參與反對派聯盟的政黨國民民主黨。與此同時，提倡改革的政黨日本維新會冒起，並以大阪為中心獲得各地支持，成為可與左派聯盟爭高下的第三勢力政黨。

### 美國
美國的自由意志黨、綠黨及無黨派獨立人士（註冊為無黨派人士，美國是柔性政黨制度，傳媒進行民意調查時，無黨派意向者在民主黨人和共和黨人外為第三大族群），相對於共和黨及民主黨為第三勢力。

### 英國
自由民主黨是英國的第三大政黨。2015年英國大選後，自由民主黨在英國下議院的第三大黨地位被蘇格蘭民族黨取代，全國第三大黨地位的得票率則被爭取脫離歐盟的英國獨立黨取代，但獨立黨在2016年英國去留歐盟公投後支持度大幅下降，自由民主黨在2017年英國大選全國得票率重回第三大黨，但在國會下議院的第三大黨地位繼續由蘇格蘭民族黨把持，直至2024年英國大選取回第三大黨的地位。

### 加拿大
魁人政團和左翼新民主黨是加拿大的第三勢力，但2019年聯邦大選後，第三大政黨為支持魁北克獨立的魁人政團（1997年至2011年間的第三大黨也是魁人政團）。自由黨和保守黨（以及其前身：舊保守黨和進步保守黨）自1867年加拿大聯邦成立以來，一直在聯邦政府輪流執政。
新民主黨1961年成立以來，從未成為執政黨；而1991年成立的魁人政團只在魁北克省參選，從未有意成為執政黨。但在自由黨或保守黨均未能在下議院獲多數，需要組建少數政府時，新民主黨和魁人政團扮演關鍵角色，新民主黨就主要支持意識形態相近的自由黨，從未支持過保守黨。至於魁人政團就比較機會主義，可以支持保守黨也可以支持自由黨。例如魁人政團在2006年大選後支持了保守黨少數政府。保守黨在2008年的提前大選中再次勝出，而所有的反對黨包括自由黨、新民主黨和魁人政團在2008年大選後試圖組建聯合政府取代保守黨政府，但最終因保守黨政府宣佈國會休會而作罷。
2011年大選中新民主黨由第四位成為第二位，即係官方反對黨，而自由黨成為了第三大政黨。
隨著2015年聯邦大選自由黨擊敗保守黨和新民主黨重奪執政權後，新民主黨和自由黨的意識形態開始越來越重疊，作為第三勢力的新民主黨逐漸形成自由黨的小弟，導致加拿大在2015年後事實上成為兩黨制，因為新民主黨選民不想保守黨勝出而選擇棄保去投自由黨，因此新民主黨的議席大多沒有任何增長。但新民主黨由2021年起支持自由黨的少數政府。

### 澳大利亞
澳大利亞綠黨是澳大利亞的第三大政黨。綠黨作為左派政黨，不少選民在排序復選制的第二選擇會支持澳大利亞工黨，部分選民會進行配票，以避免保守派聯盟勝出。

## 延伸阅读
- ROGER B. JEANS (2018) The CIA and Third Force Movements in China during the Early Cold War （页面存档备份，存于）, Rowman & Littlefield, ISBN 978-149-8570-05-3.